# Narendra Modi
Narendra Damodardas Modi (in gujarati નરેન્દ્ર દામોદરદાસ મોદી; in hindī नरेन्द्र दामोदरदास मोदी, ; Vadnagar, 17 settembre 1950) è un politico indiano, esponente del Partito Popolare Indiano e Primo ministro dell'India a partire dal 26 maggio 2014.

## Biografia

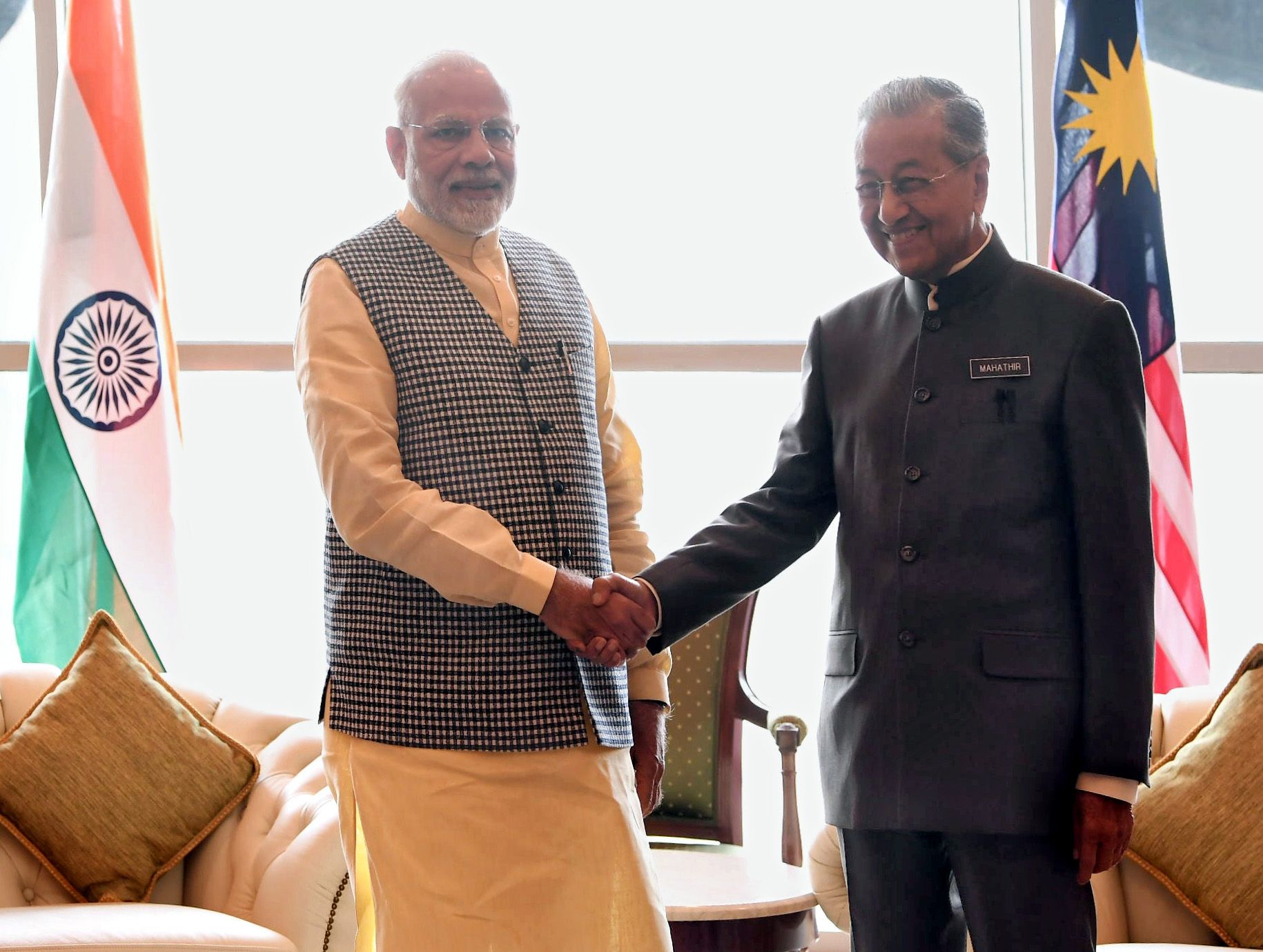
Narendra Modi con il primo ministro della Malaysia Mahathir Mohamad nel 2018

È nato in una famiglia ghanchi, uno dei ranghi più bassi del sistema delle caste indiane, e suo padre era un venditore di tè. Vegetariano stretto, in gioventù ha militato nel movimento paramilitare hindu di estrema destra Rashtriya Swayamsevak Sangh (RSS). Durante la sua carriera politica è stato per tre volte primo ministro dello stato indiano del Gujarat. Durante la sua amministrazione ha rilanciato l'economia, ma è stato accusato di aver fortemente limitato la libertà di stampa, venendo criticato per le sue posizioni dispotiche e le sue idee nazionaliste ed estremiste.
Nel 2014, all'età di sessantatré anni, è stato eletto primo ministro dell'India. Dopo la sua elezione alcuni analisti hanno dichiarato di temere che il suo governo possa minacciare le minoranze e tollerare la violenza. Appena Modi è salito al potere, ha fatto modificare il metodo di calcolo del PIL, permettendo di gonfiare artificialmente i dati di crescita. Il tasso di disoccupazione è così alto che il Ministero del lavoro non fornisce più statistiche. I settori bancario e ferroviario hanno iniziato ad essere privatizzati.
I bilanci già molto bassi per la sanità e l'istruzione (rispettivamente 1,2% e 0,6% del PIL) sono stati tagliati, così come altre spese sociali: sussidi all'occupazione, stanziamenti per le mense scolastiche, piani per l'accesso all'acqua potabile. Per quanto riguarda il diritto del lavoro, le modifiche approvate nel 2018 limitano ulteriormente le attività sindacali e tenderebbero ad agevolare i licenziamenti e ad estendere l'orario di lavoro settimanale dei dipendenti. L'India è passata dal 140º al 177º posto tra il 2016 e il 2018 nell'Environmental Performance Index compilato dai ricercatori delle università di Yale e Columbia. In particolare, lo studio evidenzia il "preoccupante" deterioramento della qualità dell'aria.

## Onorificenze

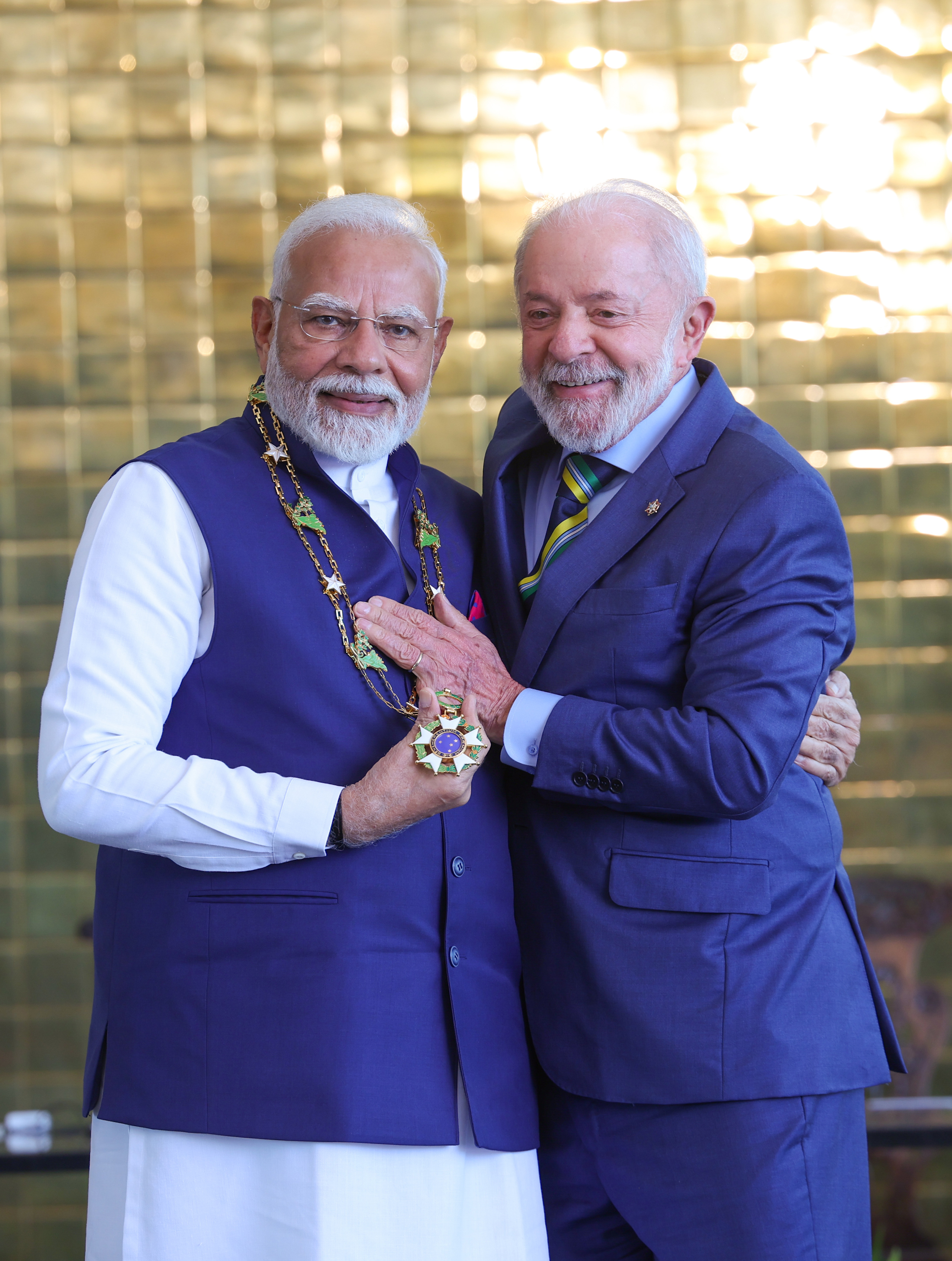
Narendra Modi riceve il Gran Collare dell'Ordine nazionale della Croce del Sud dal presidente brasiliano Luiz Inácio Lula da Silva (Brasilia, 8 luglio 2025).